# Luigi Cadorna
Luigi Cadorna (4. září 1850 Pallanza – 21. prosince 1928 Bordighera) byl italský generál a politik.
Pocházel ze staré piemontské aristokratické rodiny. Vystudoval vojenskou akademii v Turíně, kterou ukončil v roce 1869 jako nejlepší v ročníku. Postupně postupoval ve vojenských a velitelských hodnostech. V roce 1892 se stal plukovníkem a 1898 generálmajorem. Po povýšení na generálporučíka se stal nejdříve velitelem pěší brigády, pak i velitelem armádního sboru a nakonec velitelem 2. armády. V době vstupu Itálie do 1. světové války zastával funkci šéfa generálního štábu italské armády. Cadornovy zásluhy o přípravu Itálie na válku byly velké, ale ve chvíli, kdy Itálie do války vstoupila, postrádal nezbytnou představivost, invenci a pružné myšlení, které by mu pomohlo válčit v duchu požadavků moderního operačního umění. To se také projevilo v neustále opakovaných neúspěšných italských ofenzívách na Soči, které vyvrcholily kolapsem italské armády u Caporetta, po němž byl Cadorna odvolán a nahrazen Armandem Diazem. Po válce zveřejnil své paměti, ve kterých vyložil svůj pohled na válečné události.